# Sprachspiel
Unter Sprachspiel (engl. language game) wird allgemein eine sprachliche Äußerung verstanden, die innerhalb einer bestimmten Verwendungssituation auftritt. Der Begriff wurde vor allem durch Ludwig Wittgensteins (1889–1951) Hauptwerk Philosophische Untersuchungen populär und im philosophischen Diskurs etabliert.

## Sprachspiel nach Wittgenstein
Wittgenstein entwickelt die Idee des Sprachspiels in den Philosophischen Untersuchungen aus seiner Kritik am Sprachverständnis des Hl. Augustinus. Dieser vertritt die Idee, dass Wörter durch den Hinweis auf die von ihnen bezeichneten Dinge erklärbar wären. Eine solche Auffassung kann allerdings nicht erklären, wie sich der Hinweis selbst vermittelt. Ähnlich wie Ferdinand de Saussure beschreibt Wittgenstein sprachliche Äußerungen als komplexe strukturbildende Handlungen, bei denen über die Kenntnis der Wörter hinaus auch das Verständnis für deren Funktion in einem bestimmten Zusammenhang erforderlich ist. 

„26. Man meint, das Lernen der Sprache bestehe darin, daß man Gegenstände benennt. Und zwar: Menschen, Formen, Farben, Schmerzen, Stimmungen, Zahlen etc. Wie gesagt – das Benennen ist etwas Ähnliches, wie, einem Ding ein Namentäfelchen anheften. Man kann das eine Vorbereitung zum Gebrauch eines Wortes nennen. Aber worauf ist es eine Vorbereitung?“

Allgemein kann man unter Sprachspiel jede Form der sprachlichen Äußerung innerhalb eines praktischen Kontexts verstehen, also die unzähligen Arten des Zeichen-, Wort- und Satzgebrauchs. Wittgenstein betont dies mit dem Begriff, dass „das Sprechen der Sprache ein Teil […] einer Tätigkeit, oder einer Lebensform [ist]“. Dabei können diese sprachlichen Äußerungen von kleinen Lauten wie „Aua“ oder „Hilfe!“ bis zu komplexen sprachlichen Systemen reichen: Auch die Philosophie, eine Fachsprache, ein Witz, ein literarischer Text oder andere Sprachformen können daher als Sprachspiele bezeichnet werden.
Im weiteren Sinne zählen auch Äußerungsformen wie diejenigen der Mathematik oder der formalen Logik zu den Sprachspielen. Diese zeichnen sich gegenüber anderen alltäglichen Sprachspielen durch einen vergleichsweise hohen Grad an Präzision bezüglich der verwendeten Ausdrücke aus.
Innerhalb von Wittgensteins eigenem Werk sind Sprachspiele oft bestimmte Gedankenexperimente, in denen ein eng umrissener Gebrauch von Worten dargestellt wird, um an simplen Beispielen ihre Verwendungsweise zu studieren. Diese Sprachspiele sind von der Sprache des Alltags zu unterscheiden. Wittgenstein versucht allerdings mit ihnen bestimmte Aspekte der Sprachpraxis im Allgemeinen zu erläutern. Die genaue Darstellung von Sprachspielen dient bei Wittgenstein zumeist dem Zweck, das Entstehen philosophischer Probleme auf missverstandene Sprachspiele zurückzuführen.
Zentraler Gedanke für Wittgensteins Sprachspiel-Begriff ist, dass jede sprachliche Äußerung in einer menschlichen Praxis beheimatet ist. Nur innerhalb dieser (zum großen Teil nichtsprachlichen) Praxis ergeben die vielen verschiedenen Sprachspiele Sinn. Ein Wort, ein Begriff oder ein Satz hat seine Bedeutung also nicht unabhängig davon, was man mit diesem Wort, dem Begriff oder dem Satz tut und in welcher Situation man ihn äußert. In den Philosophischen Untersuchungen brachte Wittgenstein dies auf die Formel:

„Ich werde auch das Ganze: der Sprache und der Tätigkeiten, mit denen sie verwoben ist, das »Sprachspiel« nennen.“

Im Braunen Buch, einer Vorstufe der Philosophischen Untersuchungen, bezeichnete Wittgenstein die Sprachspiele noch als „in sich geschlossene Systeme der Verständigung“. Diese Formulierung taucht in den Philosophischen Untersuchungen jedoch nicht mehr auf. Sprachspiele sind grundsätzlich offen, lassen sich zumindest theoretisch beliebig erweitern oder verändern. Auch ist es nach Wittgensteins Auffassung in den seltensten Fällen sinnvoll, eine „geschlossene“, also klar definierte und abgegrenzte Verwendung eines Begriffs zu fordern oder zu suchen. Viele Begriffe (viele Sprachspiele) seien gerade dadurch praktikabel, dass man keine genauen Grenzen für ihren Gebrauch ziehen kann. Exemplarisch erläutert dies Wittgenstein anhand des Begriffes „Spiel“:

„Betrachte z. B. einmal die Vorgänge, die wir »Spiele« nennen. Ich meine Brettspiele, Kartenspiele, Ballspiel, Kampfspiele, usw. Was ist allen diesen gemeinsam? – Sag nicht: »Es muß ihnen etwas gemeinsam sein, sonst hießen sie nicht ›Spiele‹ « – sondern schau, ob ihnen allen etwas gemeinsam ist. – Denn wenn du sie anschaust, wirst du zwar nicht etwas sehen, was allen gemeinsam wäre, aber du wirst Ähnlichkeiten, Verwandtschaften, sehen, und zwar eine ganze Reihe. Wie gesagt: denk nicht, sondern schau! – Schau z. B. die Brettspiele an, mit ihren mannigfachen Verwandtschaften. Nun geh zu den Kartenspielen über: hier findest du viele Entsprechungen mit jener ersten Klasse, aber viele gemeinsame Züge verschwinden, andere treten auf. Wenn wir nun zu den Ballspielen übergehen, so bleibt manches Gemeinsame erhalten, aber vieles geht verloren. – Sind sie alle ›unterhaltend‹. Vergleiche Schach mit dem Mühlfahren. Oder gibt es überall ein Gewinnen und Verlieren, oder eine Konkurrenz der Spielenden? Denk an die Patiencen. In den Ballspielen gibt es Gewinnen und Verlieren; aber wenn ein Kind den Ball an die Wand wirft und wieder auffängt, so ist dieser Zug verschwunden. Schau, welche Rolle Geschick und Glück spielen. Und wie verschieden ist Geschick im Schachspiel und Geschick im Tennisspiel. Denk nun an die Reigenspiele: Hier ist das Element der Unterhaltung, aber wie viele der anderen Charakterzüge sind verschwunden! Und so können wir durch die vielen, vielen anderen Gruppen von Spielen gehen. Ähnlichkeiten auftauchen und verschwinden sehen. Und das Ergebnis dieser Betrachtung lautet nun: Wir sehen ein kompliziertes Netz von Ähnlichkeiten, die einander übergreifen und kreuzen. Ähnlichkeiten im Großen und Kleinen.“

Diese Ähnlichkeiten, durch welche die Sprachspiele untereinander verwandt sind, nennt Wittgenstein Familienähnlichkeiten.
Der Begriff „Spiel“ im Wort „Sprachspiel“ betont also zum einen, dass Sprachspiele in eine menschliche Praxis eingebettet sind: Sprachliche Äußerungen (Sprachspiele) haben demnach auch nur dann einen Sinn, wenn sie eine bestimmte Verwendung und Funktion
innerhalb einer Lebensform haben.  Zum anderen verweist der Begriff des Spiels darauf, dass den vielen verschiedenen Sprachspielen nicht notwendigerweise irgendetwas gemeinsam zu Grunde liegt. - Ein Verstoß gegen die Spielregeln stellt es jedoch dar, die verschiedenen Klassen der sprachlichen Spiele untereinander zu vermengen.
Manche Sprachspiele bauen dabei aufeinander auf. Um etwa an einem philosophischen Sprachspiel teilzunehmen (zum Beispiel wenn über die Verwendung des Begriffs „Sprachspiel“ diskutiert wird), muss bereits die Beherrschung vieler anderer Sprachspiele vorausgesetzt werden. Ein Mensch kann nicht sofort damit beginnen zu philosophieren, sondern muss die Sprache zunächst erwerben, also – in Wittgensteins Worten – zur Verwendung vieler Worte und Sätze „abgerichtet“ werden (PU § 27). - Sprachspiele haben somit - aufgrund der psychologisch zwanghaft zu verinnerlichenden Wiederholungen - tautologischen Charakter.
Jedes Sprachspiel hat dabei bestimmte Regeln: jedes Wort, jeder Satz, hat bestimmte Regeln für seinen Gebrauch. Diese Regeln für den richtigen Gebrauch der Sprache sind Konventionen bzw. Gepflogenheiten, die Menschen innerhalb einer Lebensform teilen. Ein Sprachspiel ist daher prinzipiell nur in einem sozialen Kontext denkbar. Ein Mensch allein wäre laut Wittgenstein nicht fähig, ein Sprachspiel zu etablieren. Dies hat Wittgenstein in seinem berühmten Privatsprachenargument zu zeigen versucht.

## Spiel mit der Sprache in der Vorschulerziehung
Der Ausdruck „Sprachspiel“ wird auch in einem weiteren Sinne von „Spiel mit der Sprache“ verwendet. Dabei geht es um einen kreativ-spielerischen Umgang mit Strukturen und Bedeutungen und sogar mit der optischen Dimension geschriebener Sprache. Ein Beispiel sind Kinderanekdoten, Abzählreime und spielerische Wiederholungen. Solche „Spielsprachen“ sind Gegenstand u. a. der Vorschulpädagogik – etwa im Zusammenhang mit Sprachförderung, aber auch in Verbindung mit einer Erziehungsauffassung, die sich in die Situation des Kindes und dessen Sprachkompetenz einzufühlen versucht.
Während Erwachsene über differenziertere Kenntnisse und Kompetenzen verfügen, die komplizierte sprachliche Konstrukte zu verstehen und zu produzieren erlauben, ist der Sprachgebrauch von Kindern ungezwungener und kreativer im Umgang mit Sprachnormen und Vokabular. Die spielerische Lust an der Sprache ist dabei ein starkes Motiv für den Spracherwerb. Häufig entdecken Erwachsene darin nur eine Unvollkommenheit sprachlichen Ausdrucks.

## Spiel mit der Sprache in der Literatur
Als Sprachspiele im weiteren Sinne könnte man auch die konkrete Poesie (visuelle Poesie) bezeichnen, die vor allem die optischen und akustischen Aspekte der Sprache zum Anlass nimmt, in Abweichung von den offiziellen Normen der Sprache zu spielen und Formen der Darstellung unkonventionell zu variieren. Ihrer Theorie zufolge stellt „Konkrete Poesie“ keine Sachverhalte mehr dar – außer sich selbst. Insofern ist das Spiel mit der Sprache das Ziel dieser Art der Sprachmanipulation.